# Airspeed AS.8 Viceroy
L'Airspeed AS.8 Viceroy est un biplace de raid, monoplan bimoteur à train escamotable qui a effectué son premier vol en août 1934.
Commandé par le Capt T. Neville Stack pour participer à la course disputée en 1934 entre Londres et Sydney, la MacRobertson Air Race, c’était un AS.6 Envoy équipé d’un train d’atterrissage renforcé et un réservoir supplémentaire de 1 227 litres monté dans la cabine. Immatriculé [G-ACMU], le Viceroy prit bien le départ à Mildenhall, mais Neville Stack commit quelques erreurs et se rendit compte qu’il ne pourrait finir la course. Il abandonna donc à Athènes et rentra à Portsmouth. L'avion y resta entreposé jusqu’à être vendu par l’intermédiaire de la société française SFTA aux Républicains espagnols en août 1936. Cet avion devait être modifié en bombardier, mais il n’existe aucune trace de sa participation à la guerre civile espagnole.